# Буланык
Буланы́к (тур. Bulanık, арм. Կոփ) — город и район в Турции, в провинции Муш, на Маназкертской равнине. Население 27 427 человек по данным 2022 года.

## История
В 19 веке каза называлась Буланык. Его столица, сегодняшний город Буланык, назывался Гоп, что также переводится как Коп. В конце 19-го века Гоп описывался как большая деревня с примерно 400 домами, все из которых, кроме 50, были населены армянами. Несмотря на то, что почва была одной из самых плодородных в регионе, жители были на грани нищеты из-за отсутствия безопасности в регионе и невозможности вывоза урожая. В двух милях к югу от деревни находился армянский монастырь Сурб Даниэль, в котором хранились мощи святого с таким именем.
Ранее этот район назывался Харк и был частью исторической армянской провинции Туруберан. Самое раннее упоминание о Копе содержится в энциклике 995 года из монастыря Вандир под названием Кохб, которое позже было искажено.

После битвы при Манцикерте в 1071 году туркменские племена (такие как баят, эймур и Байындыр) поселились в Буланыке. Сегодня курды составляют большинство. До Геноцида армян здесь проживало армянское большинство, которое позже было заменено турками (в дополнение к местным туркменам). Буланык принял множество тюркоязычных эмигрантов, таких как месхетинцы и карапапакские турки. Эти мухаджиры впервые появились во время русско-турецкой войны и продолжали появляться в эпоху Республики. Американский консул Тайрелл посетил пограничный регион между Буланыком и Алашкертом и сделал эти наблюдения в начале 20-го века:
В этом уезде есть всего три или четыре армянские деревни, большинство оседлых жителей которых - мухаджиры туркменского происхождения. Их называют карапапаками (носителями черных шляп), часть из них родом с Кавказа, а часть - из Азербайджана, и их поселения простираются до равнины Алашгирд. Некоторые из них - шуджи. Они лучшие земледельцы, чем черкесы и курды, а также хорошие садоводы. В Алашгирде есть несколько больших и процветающих деревень и много армян, но число последних сократилось во время массовых убийств, и они говорят, что равнина еще не достигла того уровня процветания, которым она пользовалась до этих событий.

## Демография
Демографический состав региона сильно менялся на протяжении истории. Туркменские племена поселились в этом районе после битвы при Манцикерте в 1071 году. До Геноцида армян армяне составляли большинство населения. Армянский патриархат Константинополя накануне Первой мировой войны сообщал о 25 053 армянах в казе Буланык, 29 церквях, трех монастырях и 14 школах.